# Camptocladius verticillatus
Camptocladius verticillatus är en tvåvingeart som först beskrevs av Jean-Jacques Kieffer 1923.  Camptocladius verticillatus ingår i släktet Camptocladius och familjen fjädermyggor.
Artens utbredningsområde är Tyskland. Inga underarter finns listade i Catalogue of Life.